# Šupinovka nádherná
Šupinovka nádherná (Gymnopilus spectabilis) je nejedlá houba z čeledi límcovkovitých.

## Výskyt
Roste v srpnu až říjnu nepříliš hojně, většinou trsnatě na bázi kmenů a pařezech listnáčů, většinou dubů, vzácně i borovic.

## Synonyma
- Šupinovec nádherný
- Gymnopilus junonius (Fr.) P.D. Orton
- Pholiota spectabilis (Fr.) Kummer
- Agaricus junonius Fr.
- Gymnopilus spectabilis var. junonius (Fr.) Kühner & Romagn.
- Pholiota grandis Rea
- Pholiota junonia (Fr.) P. Karst.
- Pholiota spectabilis var. junonia (Fr.) J.E. Lange[1]